# Vincenc Henniger ze Seebergu
Vincenc svobodný pán Henniger ze Seebergu (od roku 1874 Henniger-Desfours) (německy Vinzenc Freiherr Henniger von Seeberg-Desfours du Mont et Athienville) (2. února 1847 Praha – 9. února 1916 Innsbruck) byl český šlechtic a rakousko-uherský generál. Od mládí sloužil v c. k. armádě a zúčastnil se prusko-rakouské války v roce 1866, poté strávil řadu let u posádky v Josefově. Jako dědic části majetku spřízněného rodu Desfoursů užíval od roku 1874 jméno Henniger-Desfours. V letech 1895–1912 zastával funkci nejvyššího hofmistra arcivévody Evžena a ve vojsku dosáhl hodnosti polního podmaršála. V roce 1912 odešel do penze a posledhí léta života strávil v Innsbrucku.

## Životopis
Pocházel ze starého šlechtického rodu Hennigerů ze Seebergu povýšeného v roce 1744 do panského stavu. Narodil se v Praze jako jediný syn a nejmladší ze čtyř dětí viceprezidenta českého místodržitelství Vojtěcha Hennigera (1807–1873) a jeho manželky Marie, rozené hraběnky Desfoursové (1808–1871). Na otcovo přání vstoupil do armády jako kadet k 32. praporu polních myslivců, zúčastnil se prusko-rakouské války v roce 1866 a několik let strávil jako důstojník u 18. pěšího pluku v Josefově. U této jednotky byl povýšen na nadporučíka (1873) a kapitána (1879). V roce 1891 byl v hodnosti majora převelen do Prešova jako velitel 32. praporu polních myslivců,. Působil také jako pedagog na Tereziánské vojenské akademii ve Vídeňském Novém Městě a v roce 1895 byl povýšen na podplukovníka.

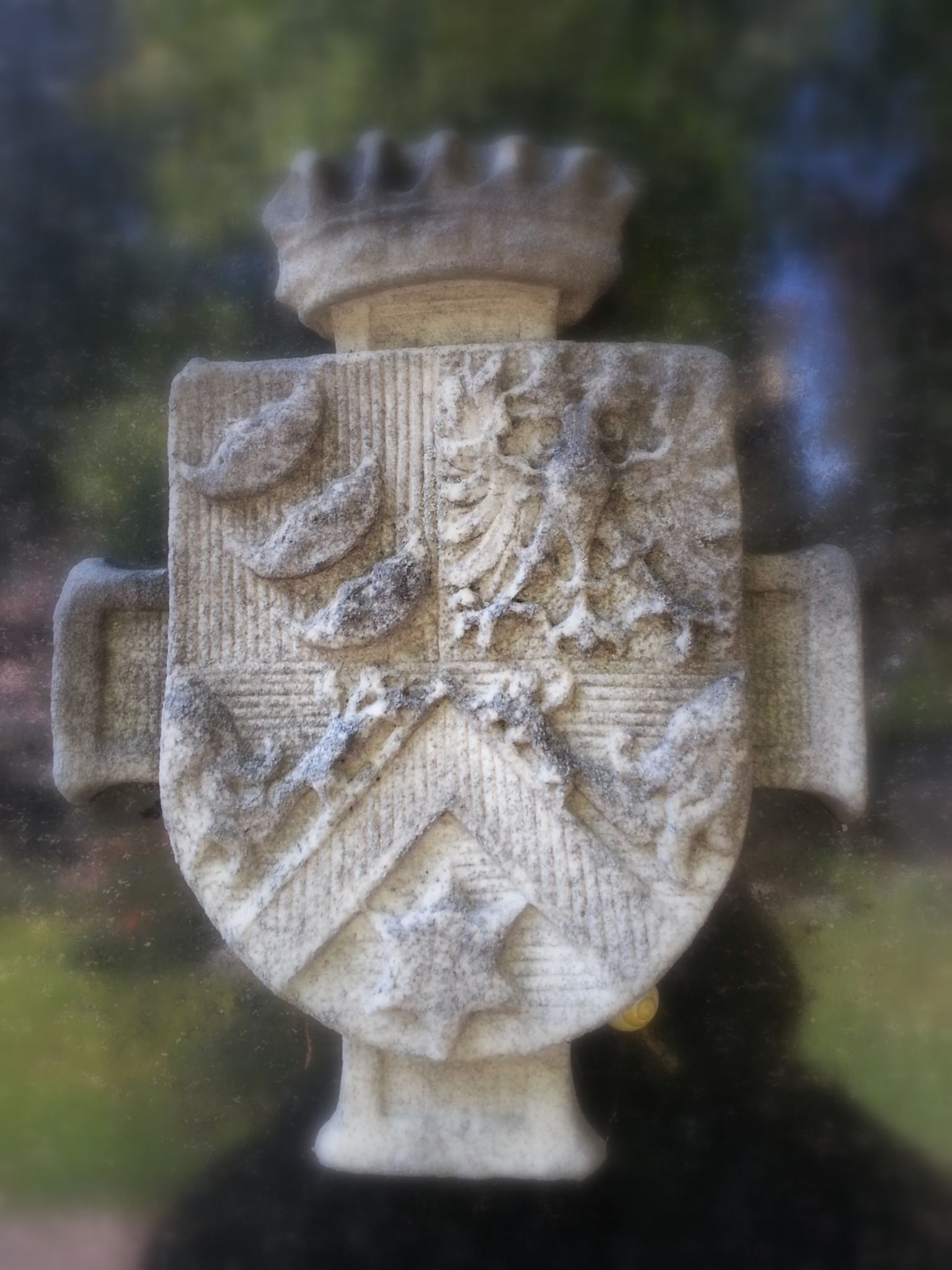
Alianční erb Hennigerů a Desfoursů na Vincencově náhrobku v Innsbrucku

Od roku 1890 byl přidělen ke dvoru arcivévody Viléma a v letech 1895–1912 byl nejvyšším hofmistrem arcivévody Evžena. V té době již aktivně nesloužil v armádě, ale nadále postupoval v hodnostech. V roce 1898 byl jmenován plukovníkem, v roce 1906 obdržel hodnost titulárního generálmajora a nakonec v roce 1911 dosáhl hodnosti polního podmaršála. K datu 1. listopadu 1912 byl penzionován.
V soukromí dožil v Innsbrucku, kde byl jeho bydlištěm dům v ulici Richard Wagner Straße 5. Zemřel 9. února 1916 ve věku 69 let Je pohřben na vojenském hřbitově v Innsbrucku.

## Tituly a ocenění
Po rodině své matky byl dědicem sekundárního peněžního fideikomisu hrabat Desfoursů. V roce 1873 požádal o spojení jmen a erbů obou rodů a na základě císařského majestátu ze dne 29. září 1874 začal užívat alianční jméno Freiherr Henniger von Seeberg-Desfours zu Mont et Athienville. Protože zemřel svobodný a bez potomstva, jeho úmrtím tato aliance zanikla.
V roce 1889 byl jmenován c. k. komořím. Během vojenské služby získal několik vyznamenání, byl důstojníkem Řádu Františka Josefa, nositelem Řádu železné koruny III. třídy, držitelem Vojenského záslužného kříže, Vojenské záslužné medaile a Služebního odznaku pro důstojníky. Jako hofmistr arcivévody Evžena obdržel i ocenění v zahraničí, byl nositelem Řádu červené orlice II. třídy, Řádu pruské koruny II. třídy, komturem Záslužného řádu bavorské koruny a držitelem perskéhoo Řádu lva a slunce III. třídy. Protože arcivévoda Evžen byl velmistrem Řádů německých rytířů, stal se Vincenc čestným řádovým rytířem a později komturem komendy v Lengmoosu.